# Gonschiorowitz
Gonschiorowitz, polnisch Gąsiorowice, ist ein Ort in Oberschlesien in der Gemeinde Himmelwitz (Jemielnica) im Powiat Strzelecki in der Woiwodschaft Oppeln.

## Geografie
Gonschiorowitz liegt nordwestlich vom Gemeindesitz Jemielnica. Nördlich von Gonschiorowitz befinden sich mehrere Teiche und fließt der Bach Himmelwitzer Wasser (Jemielnica).

## Geschichte
Im 14. Jahrhundert wurde der Ort als Gansorowicz bezeichnet. 1463 wurde der Name Ganszrowicz erwähnt und 1526 der Name Husarowitz.
1680 wütete in Gonschiorowitz die Pest.
Bei der Volksabstimmung am 20. März 1921 stimmten 112 Wahlberechtigte für einen Verbleib bei Deutschland und 422 für Polen. Gleichwohl verblieb Gonschiorowitz beim Deutschen Reich. 1933 lebten in Gonschiorowitz 1140 Einwohner.
Am 15. Juni 1936 wurde der Ort in Quellental umbenannt. 1939 lebten in Quellental 1366 Einwohner.
1945 kam der Ort unter polnische Verwaltung und wurde in Gąsiorowice umbenannt. 1950 wurde der Ort der Woiwodschaft Oppeln und 1999 dem wiedergegründeten Powiat Strzelecki zugeteilt.

## Wappen

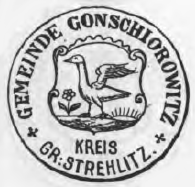
Altes Siegel der Gemeinde

Das Wappen von Gąsiorowice zeigt eine weiße Gans auf blauem Hintergrund mit grünem Boden, einer Blume und einer aufgehenden Sonne. Es ist bereits durch alte Siegel und Stempel in dieser Form belegt.